# Los Angeles Rams 1965
La stagione 1964 dei Los Angeles Rams è stata la 27ª della franchigia nella National Football League e la 19ª a Los Angeles La squadra terminò con un record di 4-10 all'ultimo posto della Western Division, mancando i playoff per la decima stagione consecutiva.

## Calendario
| Stagione regolare |                        |           |        |
| Turno             | Avversario             | Risultato | Record |
| 1                 | at Detroit Lions       | S 20–0    | 0–1    |
| 2                 | Chicago Bears          | V 30–28   | 1–1    |
| 3                 | Minnesota Vikings      | S 38–35   | 1–2    |
| 4                 | at Chicago Bears       | S 31–6    | 1–3    |
| 5                 | San Francisco 49ers    | S 45–21   | 1–4    |
| 6                 | at Baltimore Colts     | S 35–20   | 1–5    |
| 7                 | Detroit Lions          | S 31–7    | 1–6    |
| 8                 | at Minnesota Vikings   | S 24–13   | 1–7    |
| 9                 | at Green Bay Packers   | S 6–3     | 1–8    |
| 10                | at San Francisco 49ers | S 30–27   | 1–9    |
| 11                | Green Bay Packers      | V 21–10   | 2–9    |
| 12                | at St. Louis Cardinals | V 27–3    | 3–9    |
| 13                | Cleveland Browns       | V 42–7    | 4–9    |
| 14                | Baltimore Colts        | S 20–17   | 4–10   |

## Classifiche
| NFL Western Conference |    |    |   |      |       |     |     |     |
|                        | V  | S  | P | %    | CONF  | PF  | PS  | STR |
| Green Bay Packers      | 10 | 3  | 1 | .769 | 8–3–1 | 316 | 224 | P1  |
| Baltimore Colts        | 10 | 3  | 1 | .769 | 8–3–1 | 389 | 284 | V1  |
| Chicago Bears          | 9  | 5  | 0 | .643 | 7–5   | 409 | 275 | S1  |
| San Francisco 49ers    | 7  | 6  | 1 | .538 | 6–5–1 | 421 | 402 | P1  |
| Minnesota Vikings      | 7  | 7  | 0 | .500 | 5–7   | 383 | 403 | V2  |
| Detroit Lions          | 6  | 7  | 1 | .462 | 4–7–1 | 257 | 295 | V1  |
| Los Angeles Rams       | 4  | 10 | 0 | .286 | 2–10  | 269 | 328 | S1  |

Nota: I pareggi non venivano conteggiati ai fini della classifica fino al 1972.